# Danh sách giải thưởng và đề cử của Trò chơi con mực

Trò chơi con mực là một bộ phim truyền hình Hàn Quốc do Hwang Dong-hyuk viết kịch bản và đạo diễn, được Netflix phát hành trực tuyến vào ngày 17 tháng 9 năm 2021. Do sự đón nhận tích cực của giới phê bình và sự phổ biến với công chúng, bộ phim đã chiến thắng và được đề cử cho nhiều giải thưởng.
Diễn viên O Yeong-su đã trở thành người Hàn Quốc đầu tiên nhận giải Quả cầu vàng cho hạng mục Nam diễn viên phụ xuất sắc nhất trong phim truyền hình, trong khi 4 đề cử tại SAG Awards là lần đầu tiên một bộ phim nước ngoài được đề cử. Về mặt cá nhân, Lee Jung-jae đã trở thành nam diễn viên đầu tiên của Châu Á và Hàn Quốc nhận được đề cử tại sự kiện và Jung Ho-Yeon trở thành nữ diễn viên thứ 2 của Châu Á và Hàn Quốc làm được điều tương tự. Với việc cả 2 diễn viên đều thắng giải, bộ phim đã làm nên lịch sử khi trở thành bộ phim truyền hình không nói tiếng Anh đầu tiên giành chiến thắng tại sự kiện. Phim nhận tổng cộng 14 đề cử tại giải thưởng Emmy 2022, bao gồm Phim chính kịch hay nhất, khiến phim trở thành tác phẩm không nói tiếng Anh đầu tiên được đề cử ở hạng mục này; Lee Jung-jae đã giành giải Nam diễn viên chính xuất sắc trong phim truyền hình dài tập, đây là lần đầu tiên một diễn viên châu Á giành được giải thưởng này cho một tác phẩm không nói tiếng Anh.

## Giải thưởng & đề cử
| Năm  | Giải thưởng                                        | Hạng mục                                                                                      | Đề cử | Kết quả   | Chú thích     |
| ---- | -------------------------------------------------- | --------------------------------------------------------------------------------------------- | --- | --------- | ------------- |
| 2021 | Gotham Awards                                      | Series phim dài đột phá                                                                       | Trò chơi con mực | Đoạt giải | [ 5 ] [ 6 ]   |
| 2021 | Gotham Awards                                      | Diễn xuất xuất sắc nhất trong loạt phim mới                                                   | Lee Jung-jae | Đề cử     | [ 5 ] [ 6 ]   |
| 2021 | Hollywood Music in Media Awards                    | Chương trình truyền hình, phim truyền hình (nhạc phim)                                        | Jung Jae-il | Đoạt giải | [ 7 ]         |
| 2021 | People's Choice Awards                             | Chương trình đáng chú ý của năm                                                               | Trò chơi con mực | Đoạt giải | [ 8 ] [ 9 ]   |
| 2021 | Rose d'Or                                          | Chương trình chính kịch                                                                       | Trò chơi con mực | Đề cử     | [ 10 ]        |
| 2021 | Giải Critics' Choice Television                    | Phim truyền hình dài tập hay nhất                                                             | Trò chơi con mực | Đề cử     | [ 11 ] [ 12 ] |
| 2021 | Giải Critics' Choice Television                    | Nam diễn viên chính xuất sắc trong phim truyền hình                                           | Lee Jung-jae | Đoạt giải | [ 11 ] [ 12 ] |
| 2021 | Giải Critics' Choice Television                    | Phim nói tiếng nước ngoài hay nhất                                                            | Trò chơi con mực | Đoạt giải | [ 11 ] [ 12 ] |
| 2021 | AFI Awards                                         | Giải thưởng đặc biệt                                                                          | Trò chơi con mực | Đoạt giải | [ 13 ]        |
| 2021 | Giải Quả cầu vàng lần thứ 79                       | Nam diễn viên chính xuất sắc trong phim truyền hình chính kịch                                | Lee Jung-jae | Đề cử     | [ 14 ] [ 15 ] |
| 2021 | Giải Quả cầu vàng lần thứ 79                       | Phim hay nhất – Thể loại chính kịch                                                           | Trò chơi con mực | Đề cử     | [ 14 ] [ 15 ] |
| 2021 | Giải Quả cầu vàng lần thứ 79                       | Nam diễn viên phụ xuất sắc nhất trong phim truyền hình                                        | O Yeong-su | Đoạt giải | [ 14 ] [ 15 ] |
| 2021 | Screen Actors Guild Awards                         | Dàn diễn viên chính xuất sắc trong phim truyền hình dài tập                                   | Lee Jung-jae, Park Hae-soo, Wi Ha-joon, Jung Ho-Yeon, Anupam Tripathi, Heo Sung-tae, O Yeong-su và Kim Joo-ryoung                                  | Đề cử     | [ 16 ] [ 17 ] |
| 2021 | Screen Actors Guild Awards                         | Nam diễn viên xuất sắc trong phim truyền hình dài tập                                         | Lee Jung-jae | Đoạt giải | [ 16 ] [ 17 ] |
| 2021 | Screen Actors Guild Awards                         | Nữ diễn viên xuất sắc trong phim truyền hình dài tập                                          | Jung Ho-Yeon | Đoạt giải | [ 16 ] [ 17 ] |
| 2021 | Screen Actors Guild Awards                         | Dàn diễn viên đóng thế xuất sắc trong phim truyền hình dài tập                                | Trò chơi con mực | Đoạt giải | [ 16 ] [ 17 ] |
| 2021 | Producers Guild of America Awards                  | Sản xuất phim truyền hình chính kịch xuất sắc                                                 | Trò chơi con mực | Đề cử     | [ 18 ] [ 19 ] |
| 2021 | Art Directors Guild Awards                         | Thiết kế sản xuất xuất sắc                                                                    | Trò chơi con mực (tập 6 "Gganbu") – Chae Kyoung-sun                                                                                                | Đoạt giải | [ 20 ] [ 21 ] |
| 2021 | Cinema Audio Society Awards                        | Thành tựu xuất sắc trong việc dùng âm thanh cho phim truyền hình dài tập                      | Park Hyeon-Soo, Serge Perron, Cameron Sloan (tập 7 "VIP")                                                                                          | Đề cử     | [ 22 ] [ 23 ] |
| 2021 | Golden Reel Awards                                 | Thành tựu xuất sắc trong lĩnh vực Biên tập âm thanh – Đối thoại và lồng tiếng cho Phim truyện | Kang Hye-Young, Choi Tae-Young, Kim Byung-In, Ye Eun-Ji (tập 7 "VIP")                                                                              | Đề cử     | [ 24 ] [ 25 ] |
| 2021 | Golden Reel Awards                                 | Thành tựu xuất sắc trong Biên tập âm thanh – Hiệu ứng âm thanh cho phim truyện                | Kang Hye-Young, Jo Ye-Jin ,Yang Hye-Jin , Hong Taek-Hyun, Lee Chung-Gyu (tập 7 "VIP")                                                              | Đề cử     | [ 24 ] [ 25 ] |
| 2021 | Golden Reel Awards                                 | Thành tựu xuất sắc trong Biên tập âm thanh – Hài hoặc chính kịch – Âm nhạc                    | Jung Jae-il (tập 1 "Đèn đỏ, Đèn xanh") | Đề cử     | [ 24 ] [ 25 ] |
| 2021 | Costume Designers Guild Awards                     | Xuất sắc trong lĩnh vực truyền hình đương đại                                                 | Cho Sang-kyung (tập 7 "VIP") | Đề cử     | [ 26 ] [ 27 ] |
| 2021 | Asia Artist Awards                                 | Diễn viên của năm (Daesang)                                                                   | Lee Jung-jae | Đoạt giải | [ 28 ]        |
| 2021 | Asia Artist Awards                                 | Diễn viên phi thường                                                                          | Lee Jung-jae | Đoạt giải | [ 28 ]        |
| 2021 | Asia Artist Awards                                 | Hiện tượng của năm                                                                            | Lee Jung-jae | Đoạt giải | [ 28 ]        |
| 2021 | Asia Artist Awards                                 | Nam diễn viên xuất sắc nhất                                                                   | Heo Sung-tae | Đoạt giải | [ 28 ]        |
| 2021 | Asia Artist Awards                                 | Nữ diễn viên xuất sắc nhất                                                                    | Kim Joo-ryoung | Đoạt giải | [ 28 ]        |
| 2022 | Visual Effects Society Awards                      | Hiệu ứng hình ảnh hỗ trợ nổi bật trong một tập phim ảnh chân thực                             | Jaihoon Jung, Hyejin Kim, Hyungrok Kim, Sungman Jun (tập 7 "VIP")                                                                                  | Đề cử     | [ 29 ] [ 30 ] |
| 2022 | American Cinema Editors Awards                     | Bộ phim chính kịch được biên tập hay nhất                                                     | Nam Na-young (tập 6 "Gganbu") | Đề cử     | [ 31 ] [ 32 ] |
| 2022 | Giải Tinh thần độc lập                             | Màn thể hiện xuất sắc cho nam diễn viên trong phim truyền hình dài tập                        | Lee Jung-jae | Đoạt giải | [ 33 ]        |
| 2022 | Critics' Choice Super Awards                       | Phim hành động hay nhất                                                                       | Trò chơi con mực | Đoạt giải | [ 34 ]        |
| 2022 | Critics' Choice Super Awards                       | Nam diễn viên chính xuất sắc nhất trong hạng mục phim hành động                               | Lee Jung-jae | Đoạt giải | [ 34 ]        |
| 2022 | Critics' Choice Super Awards                       | Nữ diễn viên chính xuất sắc nhất trong hạng mục phim hành động                                | Jung Ho-Yeon | Đoạt giải | [ 34 ]        |
| 2022 | Critics' Choice Super Awards                       | Nữ diễn viên chính xuất sắc nhất trong hạng mục phim hành động                                | Kim Joo-ryoung | Đề cử     | [ 34 ]        |
| 2022 | British Academy Television Awards                  | Chương trình nước ngoài hay nhất                                                              | Trò chơi con mực | Đề cử     | [ 35 ] [ 36 ] |
| 2022 | British Academy Television Awards                  | Khoảnh khắc đáng xem                                                                          | Đèn đỏ, Đèn xanh | Đề cử     | [ 35 ] [ 36 ] |
| 2022 | Giải thưởng nghệ thuật Baeksang lần thứ 58         | Giải thưởng lớn (Daesang)                                                                     | Trò chơi con mực | Đoạt giải | [ 37 ] [ 38 ] |
| 2022 | Giải thưởng nghệ thuật Baeksang lần thứ 58         | Phim truyền hình xuất sắc nhất                                                                | Trò chơi con mực | Đề cử     | [ 37 ] [ 38 ] |
| 2022 | Giải thưởng nghệ thuật Baeksang lần thứ 58         | Kịch bản hay nhất                                                                             | Trò chơi con mực | Đề cử     | [ 37 ] [ 38 ] |
| 2022 | Giải thưởng nghệ thuật Baeksang lần thứ 58         | Đạo diễn xuất sắc nhất                                                                        | Hwang Dong-hyuk | Đoạt giải | [ 37 ] [ 38 ] |
| 2022 | Giải thưởng nghệ thuật Baeksang lần thứ 58         | Nam diễn viên chính xuất sắc nhất                                                             | Lee Jung-jae | Đề cử     | [ 37 ] [ 38 ] |
| 2022 | Giải thưởng nghệ thuật Baeksang lần thứ 58         | Nam diễn viên phụ xuất sắc nhất                                                               | Heo Sung-tae | Đề cử     | [ 37 ] [ 38 ] |
| 2022 | Giải thưởng nghệ thuật Baeksang lần thứ 58         | Nữ diễn viên phụ xuất sắc nhất                                                                | Kim Joo-ryoung | Đề cử     | [ 37 ] [ 38 ] |
| 2022 | Giải thưởng nghệ thuật Baeksang lần thứ 58         | Nữ diễn viên mới xuất sắc nhất                                                                | Jung Ho-Yeon | Đề cử     | [ 37 ] [ 38 ] |
| 2022 | Giải thưởng nghệ thuật Baeksang lần thứ 58         | Giải thưởng kỹ thuật                                                                          | Jung Jae-il (Sản xuất âm nhạc) | Đoạt giải | [ 37 ] [ 38 ] |
| 2022 | Giải thưởng nghệ thuật Baeksang lần thứ 58         | Giải thưởng kỹ thuật                                                                          | Chae Kyoung-sun (Chỉ đạo nghệ thuật) | Đề cử     | [ 37 ] [ 38 ] |
| 2022 | MTV Movie & TV Awards                              | Series xuất sắc nhất                                                                          | Trò chơi con mực | Đề cử     | [ 39 ] [ 40 ] |
| 2022 | MTV Movie & TV Awards                              | Màn thể hiện đột phá                                                                          | Jung Ho-Yeon | Đề cử     | [ 39 ] [ 40 ] |
| 2022 | 26th Bucheon International Fantastic Film Festival | Giải thưởng phim truyền hình                                                                  | Trò chơi con mực | Đoạt giải | [ 41 ]        |
| 2022 | Hollywood Critics Association TV Awards            | Phim truyền hình xuất sắc nhất                                                                | Trò chơi con mực | Đề cử     | [ 42 ] [ 43 ] |
| 2022 | Hollywood Critics Association TV Awards            | Chương trình nước ngoài hay nhất                                                              | Trò chơi con mực | Đoạt giải | [ 42 ] [ 43 ] |
| 2022 | Hollywood Critics Association TV Awards            | Nam diễn viên chính xuất sắc nhất                                                             | Lee Jung-jae | Đoạt giải | [ 42 ] [ 43 ] |
| 2022 | Hollywood Critics Association TV Awards            | Nam diễn viên phụ xuất sắc nhất                                                               | Park Hae-soo | Đề cử     | [ 42 ] [ 43 ] |
| 2022 | Hollywood Critics Association TV Awards            | Nữ diễn viên phụ xuất sắc nhất                                                                | Jung Ho-Yeon | Đề cử     | [ 42 ] [ 43 ] |
| 2022 | Hollywood Critics Association TV Awards            | Đạo diễn xuất sắc nhất                                                                        | Hwang Dong-hyuk (tập 1 "Đèn đỏ, Đèn xanh") | Đề cử     | [ 42 ] [ 43 ] |
| 2022 | Hollywood Critics Association TV Awards            | Kịch bản hay nhất                                                                             | Hwang Dong-hyuk (tập 9 "Một ngày may mắn") | Đề cử     | [ 42 ] [ 43 ] |
| 2022 | Giải thưởng Truyền hình Rồng Xanh lần thứ 1        | Phim truyền hình xuất sắc nhất                                                                | Trò chơi con mực | Đề cử     | [ 44 ] [ 45 ] |
| 2022 | Giải thưởng Truyền hình Rồng Xanh lần thứ 1        | Nam diễn viên chính xuất sắc nhất                                                             | Lee Jung-jae | Đoạt giải | [ 44 ] [ 45 ] |
| 2022 | Giải thưởng Truyền hình Rồng Xanh lần thứ 1        | Nam diễn viên phụ xuất sắc nhất                                                               | Park Hae-soo | Đề cử     | [ 44 ] [ 45 ] |
| 2022 | Giải thưởng Truyền hình Rồng Xanh lần thứ 1        | Nữ diễn viên phụ xuất sắc nhất                                                                | Kim Joo-ryoung | Đề cử     | [ 44 ] [ 45 ] |
| 2022 | Giải thưởng Truyền hình Rồng Xanh lần thứ 1        | Nữ diễn viên mới xuất sắc nhất                                                                | Jung Ho-Yeon | Đoạt giải | [ 44 ] [ 45 ] |
| 2022 | Primetime Emmy Awards                              | Phim chính kịch xuất sắc                                                                      | Trò chơi con mực | Đề cử     | [ 46 ] [ 47 ] |
| 2022 | Primetime Emmy Awards                              | Nam diễn viên chính xuất sắc trong một bộ phim truyền hình dài tập                            | Lee Jung-jae | Đoạt giải | [ 46 ] [ 47 ] |
| 2022 | Primetime Emmy Awards                              | Nam diễn viên phụ xuất sắc trong phim truyền hình dài tập                                     | Park Hae-soo | Đề cử     | [ 46 ] [ 47 ] |
| 2022 | Primetime Emmy Awards                              | Nam diễn viên phụ xuất sắc trong phim truyền hình dài tập                                     | O Yeong-su | Đề cử     | [ 46 ] [ 47 ] |
| 2022 | Primetime Emmy Awards                              | Nữ diễn viên phụ xuất sắc trong phim truyền hình dài tập                                      | Jung Ho-yeon | Đề cử     | [ 46 ] [ 47 ] |
| 2022 | Primetime Emmy Awards                              | Đạo diễn xuất sắc cho một bộ phim truyền hình dài tập                                         | Hwang Dong-hyuk (tập 1 "Đèn đỏ, Đèn xanh") | Đoạt giải | [ 46 ] [ 47 ] |
| 2022 | Primetime Emmy Awards                              | Kịch bản hay nhất cho một bộ phim truyền hình dài tập                                         | Hwang Dong-hyuk (tập 9 "Một ngày may mắn") | Đề cử     | [ 46 ] [ 47 ] |
| 2022 | Primetime Creative Arts Emmy Awards                | Nữ diễn viên khách mời xuất sắc trong phim truyền hình dài tập                                | Lee Yoo-mi | Đoạt giải | [ 48 ]        |
| 2022 | Primetime Creative Arts Emmy Awards                | Thiết kế sản xuất xuất sắc                                                                    | Chae Kyoung-sun, Gim En-jee and Kim Jeong-gun (tập 6 "Gganbu")                                                                                     | Đoạt giải | [ 48 ]        |
| 2022 | Primetime Creative Arts Emmy Awards                | Quay phim xuất sắc                                                                            | Lee Hyung-deok (tập 4 "Bất chấp nỗi sợ, quyết không thay lòng")                                                                                    | Đề cử     | [ 48 ]        |
| 2022 | Primetime Creative Arts Emmy Awards                | Chỉnh sửa hình ảnh xuất sắc                                                                   | Nam Na-young (tập 6 "Gganbu") | Đề cử     | [ 48 ]        |
| 2022 | Primetime Creative Arts Emmy Awards                | Nhạc chủ đề phim nổi bật                                                                      | Jung Jae-il | Đề cử     | [ 48 ]        |
| 2022 | Primetime Creative Arts Emmy Awards                | Hiệu ứng hình ảnh đặc biệt nổi bật trong một tập phim                                         | Cheong Jai-hoon, Kang Moon-jung, Kim Hye-jin, Jo Hyun-jin, Kim Seong-chul, Lee Jae-bum, Shin Min-soo, Seok Jong-yeon và Jun Sung-man (tập 7 "VIP") | Đoạt giải | [ 48 ]        |
| 2022 | Primetime Creative Arts Emmy Awards                | Dàn diễn viên đóng thế xuất sắc trong phim truyền hình dài tập                                | Lim Tae-hoon, Shim Sang-min, Kim Cha-i và Lee Tae-young (tập 4 "Bất chấp nỗi sợ, quyết không thay lòng")                                           | Đoạt giải | [ 48 ]        |
| 2022 | Television Critics Association Awards              | Chương trình của năm                                                                          | Trò chơi con mực | Đề cử     | [ 49 ] [ 50 ] |
| 2022 | Television Critics Association Awards              | Thành tích xuất sắc trong phim truyền hình                                                    | Trò chơi con mực | Đề cử     | [ 49 ] [ 50 ] |
| 2022 | Television Critics Association Awards              | Thành tích cá nhân trong phim truyền hình                                                     | Lee Jung-jae | Đề cử     | [ 49 ] [ 50 ] |
| 2022 | Gold Derby Awards                                  | Phim truyền hình xuất sắc nhất                                                                | Trò chơi con mực | Đề cử     | [ 51 ] [ 52 ] |
| 2022 | Gold Derby Awards                                  | Nam diễn viên xuất sắc nhất                                                                   | Lee Jung-jae | Đề cử     | [ 51 ] [ 52 ] |
| 2022 | Gold Derby Awards                                  | Nữ diễn viên phụ xuất sắc nhất                                                                | Jung Ho-yeon | Đề cử     | [ 51 ] [ 52 ] |
| 2022 | Gold Derby Awards                                  | Nam diễn viên phụ xuất sắc nhất                                                               | O Yeong-su | Đề cử     | [ 51 ] [ 52 ] |
| 2022 | Gold Derby Awards                                  | Nữ diễn viên khách mời xuất sắc trong phim truyền hình dài tập                                | Lee Yoo-mi | Đoạt giải | [ 51 ] [ 52 ] |
| 2022 | Gold Derby Awards                                  | Tập phim truyền hình xuất sắc nhất                                                            | Trò chơi con mực (tập 6 "Gganbu") | Đề cử     | [ 51 ] [ 52 ] |
| 2022 | Saturn Awards                                      | Phim truyền hình kinh dị trực tuyến hay nhất                                                  | Trò chơi con mực | Đề cử     | [ 53 ]        |
| 2022 | 8th APAN Star Awards                               | Phim truyền hình của năm                                                                      | Trò chơi con mực | Đề cử     | [ 54 ] [ 55 ] |
| 2022 | 8th APAN Star Awards                               | Đạo diễn xuất sắc nhất                                                                        | Hwang Dong-hyuk | Đề cử     | [ 54 ] [ 55 ] |
| 2022 | 8th APAN Star Awards                               | Nam diễn viên chính xuất sắc nhất (phim trên nền tảng OTT)                                    | Lee Jung-jae | Đề cử     | [ 54 ] [ 55 ] |
| 2022 | 8th APAN Star Awards                               | Nam diễn viên hay nhất (phim trên nền tảng OTT)                                               | Park Hae-soo | Đề cử     | [ 54 ] [ 55 ] |
| 2022 | 8th APAN Star Awards                               | Nam diễn viên hay nhất (phim trên nền tảng OTT)                                               | O Yeong-su | Đề cử     | [ 54 ] [ 55 ] |
| 2022 | 8th APAN Star Awards                               | Nữ diễn viên chính xuất sắc nhất (phim trên nền tảng OTT)                                     | Lee Yoo-mi | Đề cử     | [ 54 ] [ 55 ] |
| 2022 | 8th APAN Star Awards                               | Nam diễn viên phụ xuất sắc nhất (phim trên nền tảng OTT)                                      | Heo Sung-tae | Đoạt giải | [ 54 ] [ 55 ] |
| 2022 | 8th APAN Star Awards                               | Nữ diễn viên mới xuất sắc nhất                                                                | Jung Ho-yeon | Đề cử     | [ 54 ] [ 55 ] |
| 2022 | 8th APAN Star Awards                               | Nữ diễn viên ngôi sao nổi tiếng                                                               | Jung Ho-yeon | Đề cử     | [ 54 ] [ 55 ] |
| 2025 | Giải Quả cầu vàng lần thứ 82                       | Phim truyền hình hay nhất                                                                     | Trò chơi con mực | Đề cử     | [ 56 ]        |
| 2025 | Giải Vệ Tinh                                       | Phim truyền hình hay nhất – Chính kịch                                                        | Trò chơi con mực | Đề cử     | [ 57 ]        |
| 2025 | Critics' Choice Awards                             | Chương trình nước ngoài của năm                                                               | Trò chơi con mực | Đoạt giải | [ 58 ]        |
| 2025 | Art Directors Guild Awards                         | Thiết kế sản xuất xuất sắc                                                                    | Chae Kyoung-sun (tập 4 "Sáu chân" & tập 6 "O X" )                                                                                                  | Đoạt giải | [ 59 ]        |
| 2025 | Giải thưởng nghệ thuật Baeksang lần thứ 61         | Nam diễn viên phụ xuất sắc nhất                                                               | Roh Jae-won | Đề cử     | [ 60 ]        |
| 2025 | Giải thưởng Truyền hình Rồng Xanh lần thứ 4        | Nam diễn viên chính xuất sắc nhất                                                             | Lee Byung-hun | Đề cử     | [ 61 ]        |